# Ana Carrasco
Ana Carrasco Gabarrón (10 de março de 1997) é uma piloto de motociclismo espanhola. Em 2013 iniciou competindo no Campeonato Mundial de Motovelocidade na categoria Moto3 tornando-se a mulher mais jovem a correr nesta modalidade. Em 17 de setembro de 2017 foi a primeira mulher a vencer uma prova mundial de motociclismo.